# Guettarda filipes
Guettarda filipes är en måreväxtart som beskrevs av Paul Carpenter Standley. Guettarda filipes ingår i släktet Guettarda och familjen måreväxter. Inga underarter finns listade i Catalogue of Life.